# Література Кенії

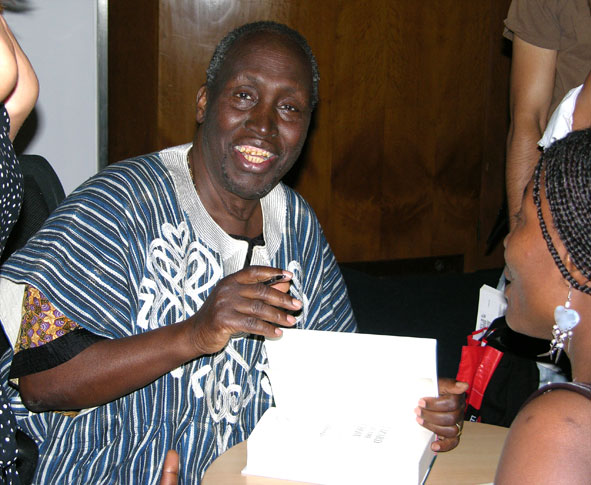

Кенійська література — це література, яка походить із Кенії. Кенія має давні усні та писемні літературні традиції, а твори написані англійською та суахілі, двома офіційними мовами цієї країни.

## Історія
У Кенії збереглися давні традиції усної літератури, які реалізовуються сьогодні кількома мовами. Оскільки Кенія — колишня англійська колонія, її національна література одночасно належить до кількох національних літератур, зокрема до Співдружності Націй та Африки в цілому. Більшість літературних творів написані англійською мовою; деякі вчені вважають, що суахілі маргіналізується як мова, незважаючи на незалежність Кенії від Британії.

## Визначні письменники

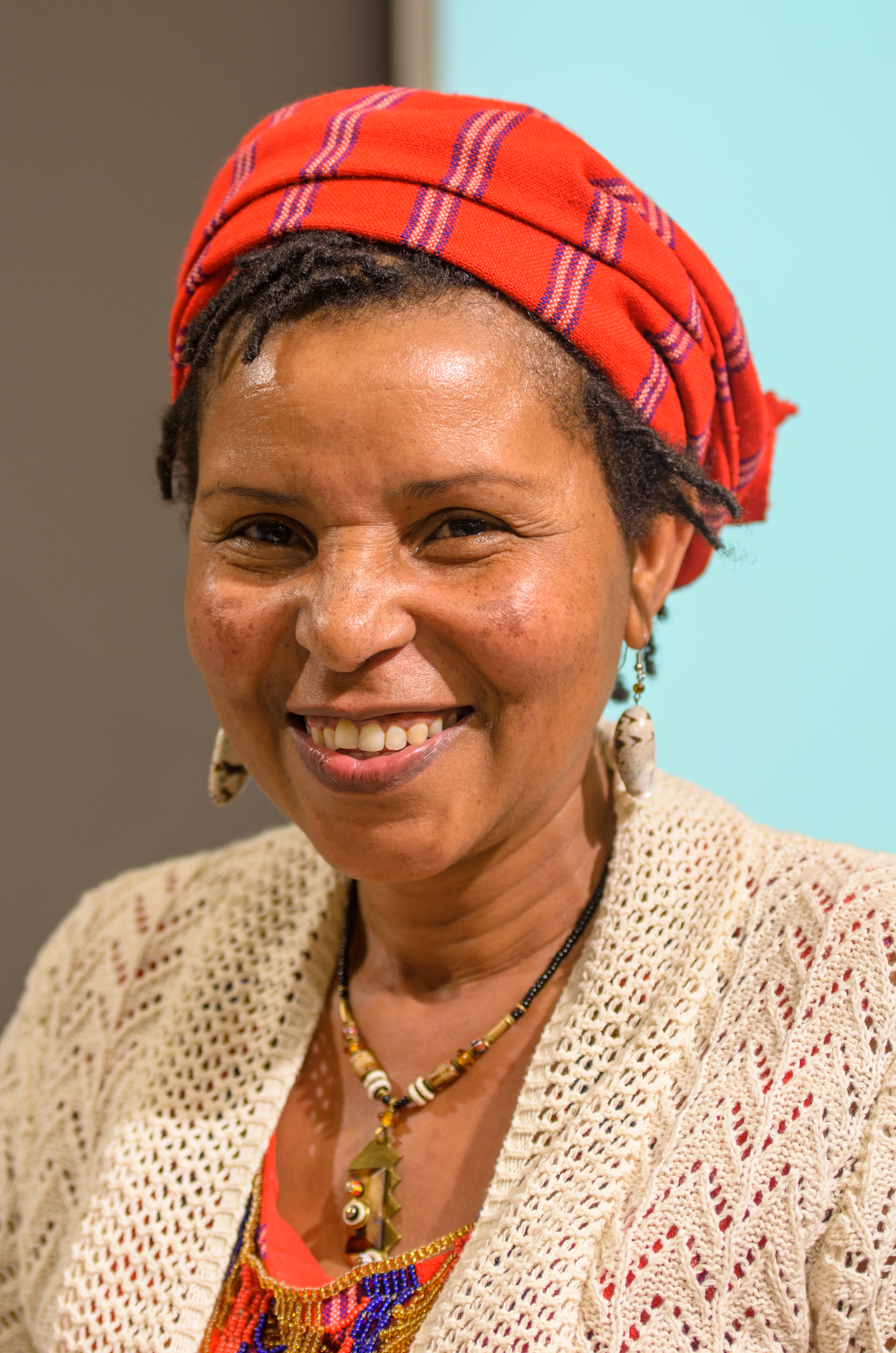

Серед визначних кенійських письменників — Грейс Огот, Меджа Мвангі, Пол Кіпчумба, Кіньянджуй Комбані, Нгугі Ва Тхіонго та Біньяванга Вайнайна.

## Популярні твори
Одним із найвідоміших творів кенійської літератури є « Utendi wa Tambuka», що перекладається як «Історія про Тамбуку» . Написана людиною на ім'я Мвенго при дворі султана Пате у 1141 році ісламського календаря або 1728 р. н. е., ця епічна поема є одним із найдавніших відомих документів на суахілі.
Дебютний роман Тхіонго, «Не плач, дитино», був першим англомовним романом, опублікованим у Східній Африці . Його «Річка Між» зараз знаходиться в навчальній програмі національної середньої школи Кенії. Його роман «Зерно пшениці», кажуть, «… [ознаменував] настання епохи англомовної літератури у Східній Африці».

## Твори, написані в Кенії
Численні автори європейського походження також писали чи започатковували свої твори в Кенії. Найвідомішими з них є Ісак Дінесен (справжнє ім'я Карен Бліксен), чий твір «За межами Африки» став основою популярного фільму з Меріл Стріп у головній ролі; Елспет Хакслі, автор «Полум'яних дерев Тіки» ; Марджорі Олудхе МакГоє, чий «Прихід до народження» здобув премію Сінклера; та Берил Маркем, автор «Заходу з ніччю» .